# 干將達爾文介
干將達爾文介（学名：Darwinula kanchianga）为達爾文介科達爾文介屬下的一个种。